# Dugački ispružač prstiju
Dugački ispružač prstiju (lat. musculus extensor digitorum longus) mišić je prednje strane potkoljenice. Mišić inervira lat. nervus peroneus profundus.

## Polazište i hvatište
Mišić polazi s lateralnog kondila goljenične kosti, međukoštane opne (lat. membrana interossea cruris) i unutarnje strane lisne kosti, ide prema dolje i donjem dijelu potkoljenice, prelazi u tetivu, koja se dalje u stopalu dijeli u četiri tetive. Svaka od tetiva hvata se na stražnju stranu nožnih prstiju (svih, osim palca). Svaka od tetiva dijeli se na tri snopa. Središnji se snop hvata na srednji članak prsta (lat. phalanx media), a dva postranična na distalni članak prsta (lat. phalanx distalis)